# 缪昌期
繆昌期（1562年—1626年），字當時，又字又元，號西溪，直隸常州府江陰縣東興里（今江阴市，一说张家港市）人，明朝政治人物，東林七君子之一。諡文貞。

## 生平
萬曆二十八年（1600年）庚子科應天鄉試舉人，四十一年（1613年）癸丑科進士。改翰林院庶吉士，四十四年（1616年）授檢討，請告歸里七年。天啟元年（1621年）起復原職，同年任湖廣鄉試正考官，二年（1622年）升左春坊左贊善，四年（1624年）升左諭德，同年冬致仕。六年（1626年）因代東林黨楊漣草擬論劾魏忠賢的奏疏，遭魏忠賢忌恨，因汪文言案而被捕，同年四月斃於獄中，享年六十五歲。崇禎元年（1628年）贈詹事府詹事兼翰林院侍讀學士，諡文貞。

## 著作
著有《從野堂存稿》8卷、《周易九鼎》16卷、《四書九鼎》14卷、《繆氏家訓》等。

## 家族
來自江陰東興繆氏家族闞莊支。曾祖繆廷玉；祖父繆桓；父繆炷，俱贈通議大夫詹事府詹事兼翰林院侍讀學士。祖母桑氏、母夏氏，俱贈淑人。孫女嫁徐霞客長子。